# Nicolás Capaldo
Nicolás Capaldo (Santa Rosa, 14 september 1998) is een Argentijns voetballer die doorgaans als centrale middenvelder speelt. In 2019 debuteerde hij in het betaald voetbal voor Boca Juniors in de Argentijnse Primera División. Sinds juli 2025 staat hij onder contract bij het Duitse Hamburger SV.

## Clubloopbaan

### Jeugd
Capaldo begon op vijfjarige leeftijd met voetballen bij Deportivo Mac Allister. Nadat hij was opgemerkt door scouts van Boca Juniors, maakte hij de overstap naar de jeugdacademie van de club uit Buenos Aires.  In 2016 tekende hij na een succesvol seizoen waarin hij met zijn ploeg ongeslagen bleef zijn eerste contract met een looptijd tot media 2019. In het seizoen 2018/19 maakte hij, na vier jaar in de jeugdopleiding, de overstap naar het eerste elftal van de Argentijnse club.

### Boca Juniors
Na twee keer op de bank te hebben gezeten zonder speelminuten, maakte Capaldo op 25 februari 2019 zijn debuut in het betaald voetbal voor het eerste elftal van Boca Juniors. Dat gebeurde in de Primera División, destijds aangeduid als de Superliga Argentina. In de met 0–1 gewonnen uitwedstrijd tegen Defensa y Justicia viel hij in de 81e minuut in voor Agustín Almendra. Het bleef dat seizoen bij deze ene competitiewedstrijd, al kwam hij wel tot meer speelminuten in diverse bekertoernooien. Op 25 juli 2019 maakte hij zijn internationale debuut in de Copa Libertadores, waarin hij in de basis begon tijdens de met 0–1 gewonnen uitwedstrijd tegen het Braziliaanse Club Athletico Paranaense. In hetzelfde toernooi kreeg hij ook zijn eerste rode kaart in het profvoetbal: in de met 2–0 verloren heenwedstrijd van de halve finale tegen River Plate werd hij in de blessuretijd van de tweede helft door scheidsrechter Raphael Claus van het veld gestuurd. Hierdoor miste hij de returnwedstrijd, die Boca met 1–0 won, maar wat onvoldoende bleek om uitschakeling te voorkomen. Daarnaast kwam Capaldo dat seizoen drie keer in actie in de Copa Superliga, waarin Boca Juniors de finale bereikte. In de eindstrijd tegen Club Atlético Tigre, die met 0–2 werd verloren, speelde hij 72 minuten mee. In oktober 2019 verlengde hij zijn contract met vijf jaar.
Het seizoen 2019/20 kende door de coronapandemie een afwijkend verloop. De competitie werd in maart 2020 stilgelegd en uiteindelijk niet uitgespeeld. In die periode slaagde Capaldo er niet in om een vaste basisplaats te veroveren. Na de onderbreking werd vanaf december 20202 ter vervanging de Copa de la Liga Profesional georganiseerd die voor deze editie als eerbetoon werd omgedoopt tot de Copa Diego Armando Maradona. Onder de nieuwe trainer Miguel Ángel Russo wist Capaldo zich in dit toernooi wel in het basiselftal te spelen. Met Boca Juniors bereikte hij de finale, waarin zij het opnamen tegen Banfield. De wedstrijd eindigde in een gelijkspel en werd beslist na strafschoppen, waarbij Boca won. Capaldo speelde de volledige reguliere speeltijd maar nam niet deel aan de strafschoppenserie. Vanwege aanhoudende coronamaatregelen werd er ook in het seizoen 2020/21 geen reguliere competitie afgewerkt in Argentinië. In plaats daarvan werd opnieuw de Copa de la Liga Profesional georganiseerd. Capaldo bereikte met Boca Juniors de halve finale van dit toernooi, waarin de ploeg na strafschoppen werd uitgeschakeld door Racing Club. Dit was zijn laatste officiële optreden voor Boca Juniors waarna Capaldo overstapte naar Red Bull Salzburg.

### Red Bull Salzburg
In de zomer van 2021 tekende Capaldo een contract bij Red Bull Salzburg dat hem tot medio 2026 aan de club verbond. De Oostenrijkse club betaalde naar verluidt bijna vijf miljoen euro voor zijn transfer. Op 16 juli 2021 maakte hij onder trainer Matthias Jaissle zijn officiële debuut in de basis tijdens de eerste ronde van de Oostenrijkse voetbalbeker, in de met 1–4 gewonnen uitwedstrijd tegen de amateurs van WSC Hertha Wels. Een maand later, op 17 augustus, debuteerde hij in de Champions League tijdens de kwalificatiewedstrijd tegen Brøndby IF. Kort daarna, op 28 augustus, scoorde hij zijn eerste doelpunt voor Salzburg in de uitwedstrijd voor de competitie tegen TSV Hartberg; in de 44e minuut maakte hij het enige doelpunt van de wedstrijd. Capaldo kende een succesvol eerste seizoen bij Salzburg, waarin hij zowel kampioen werd als de Oostenrijkse beker won. In de bekerfinale werd met 3–0 gewonnen van SV Ried, waarbij hij 62 minuten speelde. In zijn tweede seizoen (2022/23) behaalde hij opnieuw de landstitel, maar werd Salzburg in de kwartfinale van de beker uitgeschakeld door Sturm Graz. Hij maakte dat seizoen zijn eerste Europese doelpunt tijdens de tussenronde van de Europa League. In de met 1–0 gewonnen thuiswedstrijd tegen AS Roma scoorde hij in de 88e minuut het enige doelpunt van de wedstrijd.
Capaldo zijn derde seizoen (2023/24) werd sterk beïnvloed door twee zware blessures, waardoor hij slechts beperkt in actie kwam. Aan het begin van het seizoen hield een enkelblessure hem langdurig aan de kant, waarna hij vanaf februari tot het einde van het seizoen ook geblesseerd raakte aan zijn knie. Hierdoor kon hij voor de rest van het seizoen niet meer worden ingezet.  Red Bull Salzburg werd dat seizoen voor het eerst in tien jaar geen kampioen en moest de titel laten aan Sturm Graz. In het seizoen 2024/25 raakte hij opnieuw geblesseerd; in april brak hij zijn teen, waardoor hij de resterende wedstrijden van het seizoen moest missen. Salzburg eindigde dat seizoen op de vierde plaats. Ondanks zijn blessureleed trok hij de aandacht van het net gepromoveerde Hamburger SV, waarvoor hij aan het einde van het seizoen de overstap naar Duitsland maakte.

### Hamburger SV
In juli 2025 tekende Capaldo een contract bij Hamburger SV tot medio 2028. Hij werd aangetrokken als opvolger van Ludovit Reis, die de club had verlaten. Voor zijn komst betaalde de Noord-Duitse club een bedrag van €2,1 miljoen.

## Clubstatistieken
| Seizoen                     | Club              | Competitie          | Competitie | Competitie | Beker | Beker | Internationaal | Internationaal | Overig | Overig | Totaal | Totaal |
| Seizoen                     | Club              | Competitie          | Wed.       | Dlp.       | Wed.  | Dlp.  | Wed.           | Dlp.           | Wed.   | Dlp.   | Wed.   | Dlp.   |
| --------------------------- | ----------------- | ------------------- | ---------- | ---------- | ----- | ----- | -------------- | -------------- | ------ | ------ | ------ | ------ |
| 2018/19                     | Boca Juniors      | Superliga Argentina | 1          | 0          | 1     | 0     | 5              | 0              | 3      | 0      | 10     | 0      |
| 2019/20                     | Boca Juniors      | Superliga Argentina | 13         | 0          | 1     | 0     | 12             | 0              | 12     | 0      | 38     | 0      |
| 2020/21                     | Boca Juniors      | Superliga Argentina | –          | –          | –     | –     | 5              | 0              | 12     | 0      | 17     | 0      |
| 2021/22                     | Red Bull Salzburg | Bundesliga          | 27         | 3          | 6     | 2     | 8              | 0              | –      | –      | 41     | 5      |
| 2022/23                     | Red Bull Salzburg | Bundesliga          | 23         | 5          | 2     | 0     | 5              | 1              | –      | –      | 30     | 6      |
| 2023/24                     | Red Bull Salzburg | Bundesliga          | 10         | 0          | 4     | 0     | 4              | 0              | –      | –      | 18     | 0      |
| 2024/25                     | Red Bull Salzburg | Bundesliga          | 23         | 4          | 4     | 0     | 12             | 0              | –      | –      | 39     | 4      |
| 2025/26                     | Hamburger SV      | Bundesliga          | 0          | 0          | 0     | 0     | –              | –              | 0      | 0      | 0      | 0      |
| Carrière totaal             | Carrière totaal   | Carrière totaal     | 97         | 12         | 18    | 2     | 51*            | 1              | 27 **  | 0      | 193    | 15     |
| Bijgewerkt tot 13 juli 2025 |                   |                     |            |            |       |       |                |                |        |        |        |        |

* Capaldo kwam voor Boca Juniors uit in de Copa Libertadores. Na zijn overgang naar Red Bull Salzburg speelde hij Europees clubvoetbal in zowel de Champions League als de Europa League.
** het seizoen 2018/19 kwam Capaldo driemaal in actie voor Boca Juniors in de Copa Superliga. In het seizoen 2019/20, waarin de reguliere competitie vroegtijdig werd stopgezet vanwege de coronapandemie, speelde hij twaalf wedstrijden in de Copa de la Liga Profesional, die ter vervanging van de competitie werd georganiseerd. Ook in het seizoen 2020/21 nam hij deel aan dit toernooi, dat opnieuw als alternatief voor de geannuleerde competitie gold.

## Interlandloopbaan
Capaldo kwam uitsluitend uit voor Argentinië –23 en nam met deze selectie niet deel aan een eindtoernooi. Op 8 september 2019 maakte hij zijn debuut in een vriendschappelijke interland tegen Columbia. Bondscoach Fernando Batista gaf hem een basisplaats en wisselde hem in de 67e minuut voor Santiago Colombatto. In zijn tweede interland, op 17 november 2020, maakte hij zijn eerste doelpunt voor Argentinië –23 in een met 1–0 gewonnen oefeninterland tegen Brazilië. Hij scoorde het enige doelpunt van de wedstrijd in de vijfde minuut.
Tijdens het Pre-Olympisch Toernooi van 2020, dat gold als kwalificatie voor de Olympische Zomerspelen in Tokio, kwam Capaldo in alle wedstrijden in actie. In de met 2–0 gewonnen groepswedstrijd tegen Chili nam hij een van de doelpunten voor zijn rekening. Argentinië plaatste zich uiteindelijk voor het eindtoernooi, maar Capaldo maakte geen deel uit van de olympische selectie. Zijn toenmalige club Red Bull Salzburg gaf hem geen toestemming om deel te nemen.
Capaldo speelde 9 interlands en maakte daarin twee doelpunten. In 2023 liep er vanuit de Italiaanse voetbalbond een onderzoek of hij eventueel voor hun nationale elftal in actie zou kunnen komen.
| Jeugdinterlands van Nicolás Capaldo voor Argentinië () | Jeugdinterlands van Nicolás Capaldo voor Argentinië () | Jeugdinterlands van Nicolás Capaldo voor Argentinië () | Jeugdinterlands van Nicolás Capaldo voor Argentinië () | Jeugdinterlands van Nicolás Capaldo voor Argentinië () | Jeugdinterlands van Nicolás Capaldo voor Argentinië () |
| №                                                      | Datum                                                  | Wedstrijd                                              | Uitslag                                                | Soort Wedstrijd                                        | Doelpunten                                             |
| Als speler bij Argentinië –23                          | Als speler bij Argentinië –23                          | Als speler bij Argentinië –23                          | Als speler bij Argentinië –23                          | Als speler bij Argentinië –23                          | Als speler bij Argentinië –23                          |
| ------------------------------------------------------ | ------------------------------------------------------ | ------------------------------------------------------ | ------------------------------------------------------ | ------------------------------------------------------ | ------------------------------------------------------ |
| 1.                                                     | 8 september 2019                                       | Argentinië – Columbia                                  | 3 – 1                                                  | Vriendschappelijk                                      |                                                        |
| 2.                                                     | 17 november 2019                                       | Argentinië – Brazilië                                  | 1 – 0                                                  | Vriendschappelijk                                      | Goal                                                   |
| 3.                                                     | 8 januari 2020                                         | Argentinië – Paraguay                                  | 1 – 1                                                  | Vriendschappelijk                                      |                                                        |
| 4.                                                     | 19 januari 2020                                        | Columbia – Argentinië                                  | 1 – 2                                                  | Olympisch kwalificatiewedstrijd 2020                   |                                                        |
| 5.                                                     | 25 januari 2020                                        | Chili – Argentinië                                     | 0 – 2                                                  | Olympisch kwalificatiewedstrijd 2020                   | Goal                                                   |
| 6.                                                     | 28 januari 2020                                        | Ecuador – Argentinië                                   | 0 – 1                                                  | Olympisch kwalificatiewedstrijd 2020                   |                                                        |
| 7.                                                     | 31 januari 2020                                        | Venezuela – Argentinië                                 | 0 – 4                                                  | Olympisch kwalificatiewedstrijd 2020                   |                                                        |
| 8.                                                     | 4 februari 2020                                        | Argentinië – Uruguay                                   | 3 – 2                                                  | Olympisch kwalificatiewedstrijd 2020                   |                                                        |
| 9.                                                     | 7 februari 2020                                        | Argentinië – Colombia                                  | 2 – 1                                                  | Olympisch kwalificatiewedstrijd 2020                   |                                                        |
| Bijgewerkt tot 13 juli 2025                            |                                                        |                                                        |                                                        |                                                        |                                                        |

## Erelijst
| Competitie                |              |                    |              |              |
| Competitie                | Aantal       | Jaren              |              |              |
| Boca Juniors              | Boca Juniors | Boca Juniors       | Boca Juniors | Boca Juniors |
| ------------------------- | ------------ | ------------------ | ------------ | ------------ |
| Kampioen Primera División | 1x           | 2020               |              |              |
| Winnaar Copa Profesional  | 1x           | 2019/20            |              |              |
| Winnaar Copa Argentina    | 1x           | 2019/20            |              |              |
| Red Bull Salzburg         |              |                    |              |              |
| Kampioen Bundesliga       | 2x           | 2021/22 en 2022/23 |              |              |
| Winnaar ÖFB-Cup           | 1x           | 2021/22            |              |              |